# Carel Æmilius Els Collot d'Escury
Carel Æmilius Els baron Collot d'Escury (Rotterdam, 26 mei 1779 – Leeuwarden, 27 januari 1828) was een Nederlands politicus.

## Familie
Collot d'Escury, lid van de familie Collot d'Escury, was een zoon van Johan Marthe baron Collot d'Escury (1742-1817), bestuurder in Rotterdam en Tweede Kamerlid en Wilhelmina Christina barones du Tour (1747-1823). Hij werd in 1814 toegelaten tot de Edelen van Friesland. Hij trouwde achtereenvolgens met Dido Cecilia van Echten en Anna Clara Electa barones van Asbeck. Uit het eerste huwelijk werden vijf kinderen geboren, uit het tweede twee.

## Loopbaan
Collot d'Escury studeerde vanaf 1797 Romeins en hedendaags recht aan de Hogeschool in Groningen, hij rondde de studie niet af. Hij was vanaf 1809 jachtofficier in Friesland. Hij werd maire/schout van Minnertsga (1811-1816), lid van de algemene raad, departement Friesland (1812-1813), president van de kantonnale vergadering, kanton Leeuwarden (1813) en lid van de Vergadering van Notabelen (1814). Van 1816 tot 1828 was hij grietman van Barradeel. Hij bewoonde de state Klein Hermana.
Hij werd verkozen tot lid van de Provinciale Staten (1814-1817, 1819-1828) en Gedeputeerde Staten (1814-1816) van Friesland. Van 21 oktober 1817 tot 18 oktober 1819 was hij lid van de Tweede Kamer der Staten-Generaal. Hij was ook lid van het bestuur van het Amortisatiesyndicaat (1817-1828) en van het Syndicaat van Holland (vanaf 1822).
- Biografisch Portaal: 02106313
- International Standard Name Identifier: 0000 0003 8845 3030
- Nederlandse Thesaurus van Auteursnamen: 070386803
- Parlement.com: vg09llqsm2tv
- Virtual International Authority File: 281632804